# Чекмарёв, Виктор Константинович
Виктор Константинович Чекмарёв (30 января 1911, Астрахань — 22 августа 1987, Ленинград) — советский актёр театра и кино. Заслуженный артист РСФСР (1951).

## Биография
Родился в Астрахани 30 января 1911 года в семье служащего. С детства увлёкся театром, участвовал в домашних представлениях, посещал школьный драмкружок. В 1929 году окончил школу, в 1931 году — Махачкалинский землемерно-мелиоративно-лесотехнический техникум и после возвращения в Астрахань до 1933 года работал по специальности, не прекращая игры в театре.
В 1929—1931 годах — актёр Театра рабочей молодёжи Дагестана. С 1933 года — актёр Реалистического театра в Москве. В 1936—1937 годах — актёр Камерного театра. С 1939 года — актёр театров Дальнего Востока, Сибири и Урала. В годы Великой Отечественной войны играл на сценах Передвижного театра Амурской железной дороги. С 1953 года — актёр Свердловского театра драмы. С 1954 года — актёр Пермского (Молотовского) драматического театра. С 1957 года — актёр киностудии «Ленфильм».
В кино мастерски исполнял роли отрицательных персонажей (например, дебютная роль рецидивиста Шмыгло в фильме «Дело Румянцева» 1955 года). Снялся более чем в 60 кинофильмах.
В 1942 году женился на актрисе Нине Феликсовне Чекмарёвой. В браке в 1943 году родился сын Константин.
Увлекался рисованием (некоторые работы акварелью, маслом и карандашом размещены на официальном сайте) и водным туризмом, имел квалификацию «судья по водно-моторному спорту».
Скончался в Ленинграде 22 августа 1987 года на 77-м году жизни. Похоронен на Большеохтинском кладбище Ленинграда (ныне Санкт-Петербург).

## Фильмография
- 1955 — Дело Румянцева — Шмыгло
- 1956 — Искатели — Долгин
- 1957 — Во власти золота — Засыпкин
- 1957 — Степан Кольчугин — Андрей Андреич
- 1958 — Андрейка — доктор
- 1958 — Наш корреспондент — Никитин
- 1958 — Поднятая целина — Яков Островнов
- 1958 — Добровольцы — Оглотков
- 1958 — Коловращение жизни — судья
- 1959 — В твоих руках жизнь — полковник
- 1959 — Не имей 100 рублей… — архивариус
- 1960 — Человек не сдаётся — немецкий майор, диверсант, полковник Орехов
- 1960 — Пойманный монах — Жюрден
- 1961 — Артист из Кохановки — Пивохлеб
- 1961 — Две жизни — комендант Таврического дворца
- 1961 — Двенадцать спутников — Барберян
- 1962 — Грешница — брат Василий
- 1962 — Суд — бухгалтер
- 1963 — Новеллы Красного дома — Стоколос
- 1963 — Пока жив человек — Иван Данилович
- 1963 — Понедельник — день тяжёлый — Каблуков
- 1963 — Утренние поезда — отец Андрей
- 1964 — Негасимое пламя — Придорогин
- 1964 — Поезд милосердия — Кравцов
- 1964 — Товарищ Арсений — исправник Лавров
- 1965 — Гиперболоид инженера Гарина — Четырёхпалый
- 1965 — Рабочий посёлок — Мошкин
- 1965 — Хочу верить — заведующий архивом
- 1966 — Два года над пропастью — Тарас Семёнович
- 1966 — Маленький беглец — командированный
- 1967 — Война под крышами — Пуговицын
- 1968 — Поиск — Игорь Михайлович
- 1968 — Угрюм-река — Пётр Громов
- 1969 — Белый флюгер — Бугасов
- 1969 — Жди меня, Анна — администратор лилипутов
- 1969 — Преступление и наказание — мещанин, помощник Порфирия Петровича
- 1969 — Тройная проверка — Штиллер
- 1969 — Ночь перед рассветом — судья
- 1970 — Хлеб и соль — приказчик Стадницкого
- 1971 — Крутизна — Мош Тома
- 1971 — Найди меня, Лёня! — Гордей
- 1971 — Сердце Бонивура — Чувалков
- 1971 — Человек в проходном дворе — Буш
- 1972 — Длинная дорога в короткий день — бухгалтер
- 1972 — Приваловские миллионы — Аника Панкратыч Лепёшкин
- 1973 — Бронзовая птица — кулак Ерофеев
- 1974 — Сержант милиции — Петухов
- 1976 — Дни Турбиных — Лисович
- 1977 — Искупление чужих грехов — отец Юлий
- 1977 — Степанова памятка — Турчанинов
- 1978 — Дом строится — Консультант
- 1979 — Инженер Графтио — Захарьин
- 1979 — Выстрел в спину — Семён Семёнович Семёнов, подпольный артельщик
- 1979 — Ждите «Джона Графтона» — Илларион Николаевич, ротмистр охранного отделения
- 1980 — День на размышление
- 1980 — Тайное голосование — Назаров

## Награды
- 1944 — знак «Почётный железнодорожник» — за плодотворную и творческую деятельность по культурному обслуживанию железнодорожников[4].
- 1945 — Медаль «За доблестный труд в Великой Отечественной войне 1941—1945 гг.»
- 1951 — Заслуженный артист РСФСР